# Lago del Pico del Puerto
El lago del Pico del Puerto (en occitano estanh deth Cap deth Pòrt) es un lago de origen glaciar situado a 2228 metros de altitud, en el municipio de Alto Arán en la comarca del Valle de Arán. 
Cerca del lago del Pico del Puerto se encuentra el lago de la Restanca y el refugio de la Restanca, sus aguas alimentan al río de Valarties que se une al río Garona en la localidad de Arties.
Coronando el lago se encuentra el Tuc de Montardo (2833 m), la senda de gran recorrido (GR-11) o senda Pirenaica bordea el lago a su paso por el Valle de Arán.  